# Apolloteatret
L'Apolloteatret va ser un teatre de Copenhaguen, a l'esquerra de l'entrada principal de Tivoli Vesterbrogade. Va ser dissenyat per Richard Bergmann i Emil Blichfeldts. L'edifici és de 1890. Va ser volat durant l'ocupació alemanya el 1945. Finalment, va ser enderrocat el 1959.